# 高梨康治
高梨康治（1963年4月13日—）是日本東京都出身的作曲家。

## 人物
2018年，55319号小行星（R. A. Tucker发现）被命名为高梨康治的名字，同一批被命名为小行星名字的还有冈本伦、奈须蘑菇、绫辻行人、新海诚、伊福部昭等。

## 原声音乐

### 电影
- 火影忍者疾風傳劇場版（2007年）※刃-yaiba- 另外身份参加
- 火影忍者疾風傳劇場版 牽絆（2008年）※刃-yaiba- 另外身份参加
- 咯咯咯鬼太郎（2008年）
- 光之美少女 All Stars DX 大家都是朋友☆奇迹的全员大集合！（2009年）
- 火影忍者疾風傳劇場版 火意志的繼承者（2009年）※刃-yaiba- 另外身份参加
- FRESH光之美少女！玩具王国有很多秘密！？（2009年）
- 光之美少女 All Stars DX2 希望之光☆守护彩虹宝石！（2010年）
- 火影忍者疾风传剧场版 失落之塔（2010年）※刃-yaiba- 另外身份参加
- Heartcatch 光之美少女：超级时尚秀在花之都...真的吗！？（2010年）
- 火影忍者劇場版：血獄（2011年）※刃-yaiba- 另外身份参加
- Suite 光之美少女♪ 夺取回来！连结心中的奇迹旋律♪（2011年）
- 光之美少女 All Stars New Stage 未來的朋友（2012年）
- 火影忍者劇場版：忍者之路（2012年）※刃-yaiba- 另外身份参加
- 電影 Smile 光之美少女! 兒童圖畫書里的世界都不協調！（2012年）
- 火影忍者劇場版：最終章（2014年）※刃-yaiba- 另外身份参加
- 火影忍者劇場版：慕留人（2015年）※刃-yaiba- 另外身份参加
- 萬萬沒想到：西遊篇（2015年）（首配真人電影）
- 劇場版美少女戰士Eternal（2021年）
- 劇場版美少女戰士Cosmos（2023年）

### 电视动画·OVA
- 火影忍者动画（2002年-2007年）※以六三四Musashi的名義
- 戰鬥陀螺 G-REVOLUTION)（2003年）
- 新?北斗之拳（2003年）
- 殺戮都市（2004年）
- （2004年）
- 韋駄天翔（2005年-2006年）
- 地獄少女（2005年-2006年）※与水谷廣實共同配樂
- 怪 ayakashi（2006年）
- （2006年）※与水谷廣實共同配乐
- 地獄少女 二籠（2006年-2007年）※与水谷廣實共同配樂
- 完美小姐進化論（2006年-2007年）※与水谷廣實共同配樂
- 鳥的歌（2007年）
- 一騎当千 Dragon Destiny（2007年）
- 火影忍者疾風傳（2007年-）※以刃-yaiba-名义参加
- 奔向地球（2007年）
- 瀨戶的花嫁（2007年）
- 物怪（2007年）
- 淘气小亲亲（2008年）
- 我家有個狐仙大人（2008年）
- 一騎当千 Great Guardians（2008年）
- 地獄少女 三鼎（2008年）
- 虎子（2008年）
- 瀨戶的花嫁OVA（2008年）
- 你好 安妮 ～Before Green Gables（2009年）※与水谷廣實、藤澤健至共同配樂
- 梅澤淳稔時代的光之美少女系列（2009-2012年）
- FAIRY TAIL（2009年）
- 一騎当千 XTREME XECUTOR（2010年）
- 屍鬼（2010年）
- 惡魔奶爸（2011年）※与藤澤健至共同配樂
- 幻想嘉年华（2011年）
- Fate/Prototype（2011年）
- 織田信奈的野望（2012年）
- 斷裁分離的罪惡之剪（2013年）
- Fantasista Doll（2013年）
- 記錄的地平線（2013年）
- 我，要成为双马尾(2014年)
- 美少女戰士Crystal(2014-2016年)
- 新妹魔王的契约者(2015年)
- SHOW BY ROCK!!(2015年)※与Funta7、Rega Sound共同配樂
- SUPER LOVERS（2016年）※与片山修志、加藤賢二（Team-MAX）共同配樂
- 不愉快的妖怪庵（2016年）
- SHOW BY ROCK!! Short!!（2016年）※与Funta7、Rega Sound共同配樂
- 怪怪守护神（2017年）
- 博人传-火影次世代- （2017年）与刃-yaiba-共同配樂
- 鬼太郎 （2018年）
- 佐贺偶像是传奇 （2018年）※与Funta7共同配樂
- 拳愿阿修罗（2019年）
- 無能力者娜娜（2020年）
- 終末的女武神（2021年）
- 佐贺偶像是传奇 卷土重来（2021年）※与Funta7共同配樂
- Fate/Grand Carnival（2021年）※与芳賀敬太共同配樂
- 月光下的異世界之旅（2021年）
- 大正處女御伽話（2021年）
- 終末的女武神（2021年）
- 东京喵喵NEW（2022年）
- 幕末替身傳說（2022年）
- BASTARD!! －暗黑的破坏神－（2022年）
- 轉生就是劍（2022年）
- 異世界悠閒農家（2023年）※与Johannes Nilsson共同配樂
- 夢想成為魔法少女（2024年）

### 电视剧
- （2000年）
- 東京灣景（2004年）
- （2007年）
- （2008年）

### 特攝片
- 超星神（2003年-2004年）
- 幻星神（2004年-2005年）
- Kawaii! JeNny（2007年）
- 超人力霸王罗布（2018年）

### 舞台
- （2008年）
- （2009年）

## 主題歌·主题曲
- 魔女戰隊 Pasterion（日语：魔女っ子戦隊 パステリオン）主题曲
- PRIDE格斗锦标赛主题
- PRIDE武士道主题
- Dream主题
- K-1 Dynamite主题
- 超人力霸王馬克斯（主題歌）
- 光速蒙面俠21片尾曲 Run to win
- 神奇宝贝剧场版：梦幻与波导的勇者 路卡利欧（片頭曲編曲）
- NICONICO動畫主题 第一乐章 創造

## 游戏音乐
- MAXIMUM CHASE
- 超級機器人大戰Scramble Commander the 2nd
- GENJI
- GENJI -神威奏亂-
- 餓狼傳 Break blow
- 餓狼傳 Break blow ~Fist or Twist~
- 决战！平安京
- Onmyoji Arena
- 龍族幻想